# 333107 McDonough
333107 McDonough este o planetă minoră (asteroid), cu un diametru de 1,437 km, din centura de asteroizi. A fost descoperită pe 12 septembrie 2007 la Mount Lemmon⁠(d) de Mount Lemmon Survey⁠(d). 
Obiectul prezintă o orbită caracterizată de o semiaxă mare de 2,2990315732 UAi, o excentricitate de 0,1418982340596, o înclinație de 2,7500286713382 ° în raport cu ecliptica.